# Kensington Oval
The Kensington Oval znajduje się na zachód od stolicy Bridgetown na wyspie Barbados. "Oval" jest jednym z głównych obiektów sportowych na wyspie i jest używany przede wszystkim do gry w krykieta. Lokalnie zwany "Mekką" krykieta, jest gospodarzem wielu ważnych i ciekawych zawodów krykieta między drużynami lokalnym, regionalnym i międzynarodowym w swojej 120 - letniej historii.